# Wunden der Erinnerung

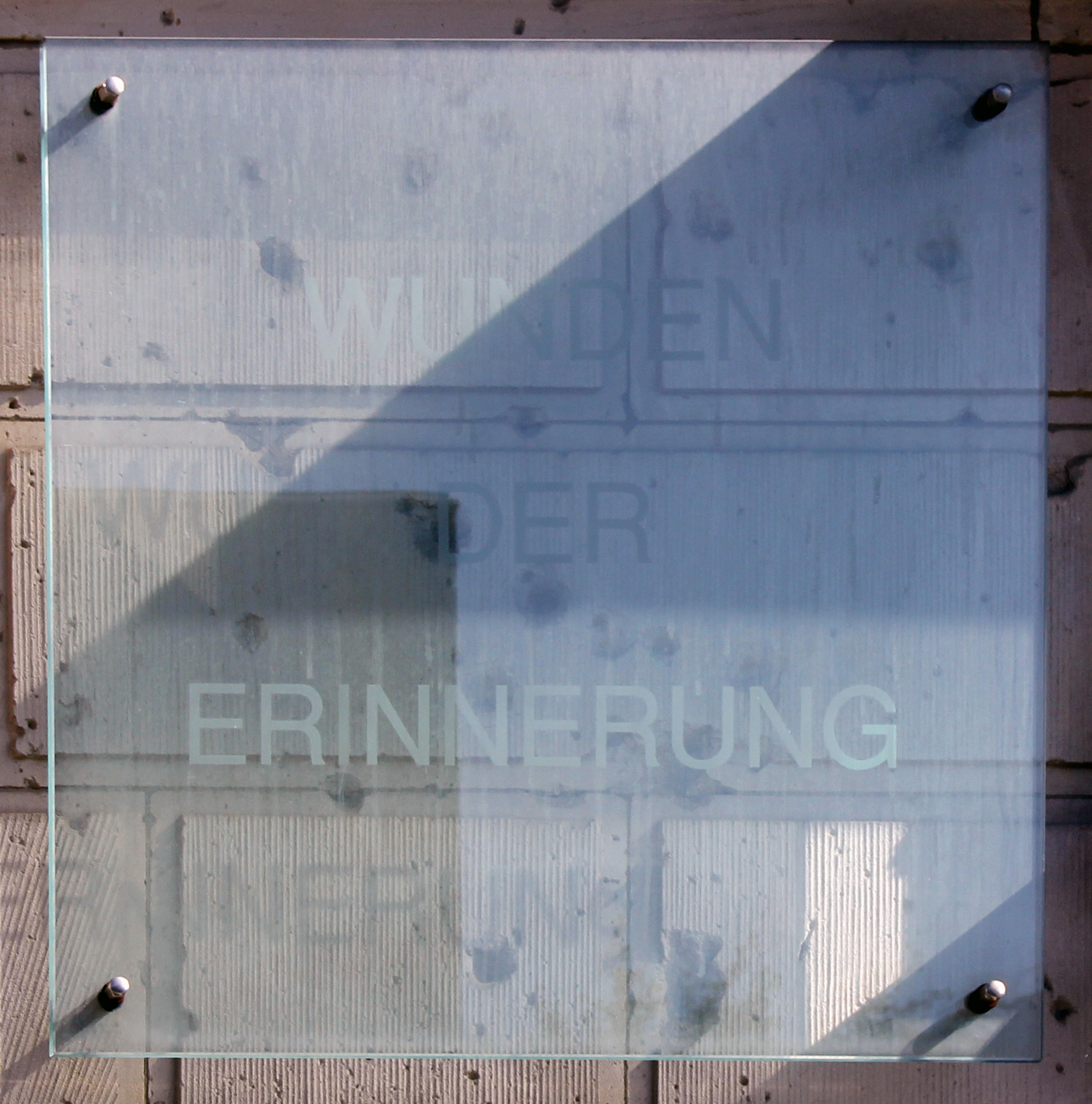
Gedenktafel am Haus, Sigismundstraße 4, in Berlin-Tiergarten

Wunden der Erinnerung ist ein europäisches Kunstprojekt von Beate Passow (* 1945) und Andreas von Weizsäcker (1956–2008), die beide Absolventen der Akademie der Bildenden Künste München sind. Das Projekt entstand in den Jahren 1993 bis 1995. Glasscheiben mit der Aufschrift „Wunden der Erinnerung“ markieren jene Spuren im Stadtbild, die der Zweite Weltkrieg hinterlassen hat.
Ursprünglich startete es als Denk- und Mahnmal im öffentlichen Raum von München, wo sich drei Gedenktafeln befinden:
- Prinzregentenstraße 1: Einschuss- bzw. Einschlagloch an einer Säule am Haus der Kunst.
- Schelling-/Ecke Ludwigstraße: Einschuss- und Einschlaglöcher an der Backsteinwand im ehemaligen Salinengebäude (heute Universitätsbibliothek der LMU München).
- Arcisstr. 21: Einschuss- und Einschlaglöcher in der Bronzeskulptur Der Rossebändiger von Hermann Hahn.

Später wurde das Projekt auf sechzehn Tafeln in neun europäischen Nachbarländern ausgeweitet. Heute befinden sich weitere Tafeln in
1. Berlin, Deutschland (links oberhalb des Eingangs zur Pareyschen Villa in der Sigismundstraße 4a angebracht),
2. Warschau, Polen (unter dem Titel RANY PAMIĘCI an einem Gebäuderest der polnischen Nationalbank angebracht; zusätzlich gab es eine temporäre Glastafel an den verkohlten Resten einer restaurierten Corpus-Christi-Figur am Kreuz in der Kirche Kościół św. Kazimierza),
3. Prag, Tschechische Republik (die Installation mit dem Titel Zející rány vzpomínek zeigt in einer Vitrine im Palais in der Husova 20, dem heutigen Stadtarchiv, durchschossene Bücher aus dem Prager Stadtarchiv),
4. Pilsen, Tschechische Republik (Installation im obersten Geschoss der damals verfallenen Großen Synagoge in der Sady Pětatřicátníků 35/11 (Hauptstraße)),
5. Wien, Österreich (Tafel vor dem Atelierhaus der Akademie der bildenden Künste Wien[1]),
6. Avignon, Frankreich (an der Fassade der Schule in der Rue Joseph Vernet 36),
7. Ammerschweier, Frankreich (unter dem Titel Les blessures de la mémoire am Torpfeiler des kleinen Gemeindefriedhofs),
8. Echternach, Luxemburg (unter dem Titel D'WONNEN VUN DER ERENNERONG an einer erhalten gebliebenen Rotunde der von der Wehrmacht gesprengten Abtei-Kirche),
9. Diekirch, Luxemburg (Markierung von in das Holz eingedrungene Granaten- und Bombensplitter, die mit der Zeit oxidieren und damit die Baumstämme als Nutzholz schädigen),
10. Hauset, Belgien (unter dem Titel Wunden der Erinnerung in der überwiegend deutschsprachigen Stadt (Tafel an der unbeschädigten Eisenbahnbrücke Viaduc du Hammerbrücke auf der Ligne 37)),
11. Antwerpen, Belgien (unter dem Titel WONDEN VAN DE HERINNERING in der überwiegend flämischsprachigen Stadt (an einem Bunker im Stadtpark im Diamantbuurt (Diamantenviertel))) und
12. Rotterdam, Niederlande (Markierung von Einschusslöchern unter dem Titel WONDEN VAN DE HERINNERING an einem Brückenpfeiler. Die Brücke selbst war in den 1980er Jahren abgerissen worden.)

Die Anbringung einer Tafel am Königlichen Schloss Amalienborg in Kopenhagen wurde abgelehnt. Im überwiegend französischsprachigen Houffalize, wo eine Tafel an einem Schieferfelsen mit Einschusslöchern an der Rue de Libramont angebracht werden sollte, scheiterte dies am Widerstand des zuständigen Bürgermeisteramts.
Mit dem Kunstprojekt verfolgten Weizsäcker und Passow die Idee, die Spuren des Zweiten Weltkriegs zu dokumentieren, die der Überfall der Wehrmacht in vielen europäischen Länder hinterließ. Zwar sind die meisten Kriegsschäden an den Gebäuden beseitigt worden, doch sind kleinere Beschädigungen erhalten geblieben, die man bei flüchtiger Betrachtung kaum als Kriegszerstörung wahrnimmt. Die beiden Künstler richteten nun ihre Lupe genau auf diese kleinen Zerstörungen. Die beiden Künstler brachten vor den Kriegsschäden quadratische Glasscheiben an, auf die in der jeweiligen Landessprache die Aufschrift „Wunden der Erinnerung“ geätzt wurde. Die transparenten Scheiben kaschieren nichts, sondern lassen die Wunde offen, um sie vor dem Verheilen und damit vor dem Vergessen zu bewahren. Mit der transparenten Ausführung wird der Blick des Betrachters nicht auf das Kunstobjekt selbst, sondern auf die Beschädigung des Bauwerks bzw. der Skulptur gerichtet. Der Titel „Wunden der Erinnerung“ wird die Kriegszerstörung in den Kontext des Krieges gerückt, ohne eine Musealisierung zu fördern. Durch die Verortung im öffentlichen Raum bleiben der Krieg und seine Folgen im alltäglichen Umfeld erhalten.
1995 fand im Münchner Haus der Kunst zum 50. Jahrestag des Kriegsendes eine Ausstellung zum Kunstprojekt Wunden der Erinnerung statt, die sämtliche Installationen des Projekts in 32 Farbfotographien von Laurenz Berges dokumentiert.